# Аттіліо Ферраріс
Аттіліо Ферраріс (італ. Attilio Ferraris, * 26 березня 1904, Рим — † 8 травня 1947, Монтекатіні-Терме) — колишній італійський футболіст, півзахисник.
Насамперед відомий виступами за клуб «Рома», а також національну збірну Італії.
У складі збірної — чемпіон світу.

## Клубна кар'єра

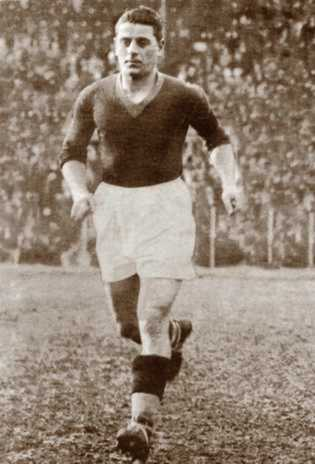
Аттіліо Ферраріс — перший капітан «Роми» (1927—1934)

Вихованець футбольної школи клубу «Фортітудо Рома». В 1927 році «Фортітудо» об'єднався з кількома іншими римськими клуба, утворивши команду «Рома». Ферраріс увійшов до складу новоствореного клубу, в якому провів сім сезонів, взявши участь у 198 матчах чемпіонату. Більшість часу, проведеного у складі «Роми», був основним гравцем команди.
Згодом з 1934 по 1940 роки грав у складі «Лаціо», «Барі», знову «Роми» та «Катанії».
Завершив професійну ігрову кар'єру у нижчоліговому клубі «Елеттроніка», за команду якого виступав протягом 1940—1944 років.

## Виступи за збірну
1926 року дебютував в офіційних матчах у складі національної збірної Італії. Протягом кар'єри у національній команді, яка тривала 9 років, провів 28 матчів.
У складі збірної був учасником футбольного турніру на Олімпійських іграх 1928 року в Амстердамі, на якому команда здобула бронзові нагороди, а також домашнього для італійців чемпіонату світу 1934 року, на якому вони здобули титул чемпіонів світу.

## Смерть
Помер 8 травня 1947 року, граючи в матчі ветеранів.

## Статистика виступів

### Статистика клубних виступів
| Сезон                 | Команда               | Чемпіонат             | Чемпіонат | Чемпіонат | Кубок  | Кубок | Кубок | Континентальні кубки | Континентальні кубки | Континентальні кубки | Всього | Всього |
| Сезон                 | Команда               | Турнір                | Матчі     | Голи      | Турнір | Матчі | Голи  | Турнір               | Матчі                | Голи                 | Матчі  | Голи   |
| --------------------- | --------------------- | --------------------- | --------- | --------- | ------ | ----- | ----- | -------------------- | -------------------- | -------------------- | ------ | ------ |
| 1922-1923             | «Фортітудо»           | 1Д                    | 8         | 0         | —      | —     | —     | —                    | —                    | —                    | 8      | 0      |
| 1923-1924             | «Фортітудо»           | 1Д                    | 10        | 0         | —      | —     | —     | —                    | —                    | —                    | 10     | 0      |
| 1924-1925             | «Фортітудо»           | 1Д                    | 7         | 1         | —      | —     | —     | —                    | —                    | —                    | 7      | 1      |
| 1925-1926             | «Фортітудо»           | 1Д                    | 18        | 1         | —      | —     | —     | —                    | —                    | —                    | 18     | 1      |
| 1926-1927             | «Фортітудо»           | 1Д                    | 18        | 1         | —      | —     | —     | —                    | —                    | —                    | 18     | 1      |
| Всього за «Фортітудо» | Всього за «Фортітудо» | Всього за «Фортітудо» | 61        | 3         |        | —     | —     |                      | —                    | —                    | 61     | 3      |
| 1927-1928             | «Рома»                | НД                    | 20        | 0         | КК     | 15    | 1     | —                    | —                    | —                    | 35     | 1      |
| 1928-1929             | «Рома»                | НД                    | 29        | 1         | —      | —     | —     | —                    | —                    | —                    | 29     | 1      |
| 1929-1930             | «Рома»                | A                     | 34        | 0         | —      | —     | —     | —                    | —                    | —                    | 34     | 0      |
| 1930-1931             | «Рома»                | A                     | 34        | 0         | —      | —     | —     | —                    | —                    | —                    | 34     | 0      |
| 1931-1932             | «Рома»                | A                     | 33        | 1         | —      | —     | —     | КМ                   | 4                    | 0                    | 37     | 1      |
| 1932-1933             | «Рома»                | A                     | 27        | 0         | —      | —     | —     | —                    | —                    | —                    | 27     | 0      |
| 1933-1934             | «Рома»                | A                     | 21        | 1         | —      | —     | —     | —                    | —                    | —                    | 21     | 1      |
| 1934-1935             | «Лаціо»               | A                     | 30        | 0         | —      | —     | —     | —                    | —                    | —                    | 30     | 0      |
| 1935-1936             | «Лаціо»               | A                     | 9         | 0         | КІ     | 1     | 0     | —                    | —                    | —                    | 10     | 0      |
| Всього за «Лаціо»     | Всього за «Лаціо»     | Всього за «Лаціо»     | 39        | 0         |        | 1     | 0     |                      | —                    | —                    | 40     | 0      |
| 1936-1937             | Барі                  | A                     | 29        | 0         | КІ     | 2     | 0     | —                    | —                    | —                    | 31     | 0      |
| 1937-1938             | Барі                  | A                     | 25        | 0         | КІ     | 0     | 0     | —                    | —                    | —                    | 25     | 0      |
| Всього за «Барі»      | Всього за «Барі»      | Всього за «Барі»      | 54        | 0         |        | 2     | 0     |                      | —                    | —                    | 56     | 0      |
| 1938-1939             | «Рома»                | A                     | 12        | 0         | КІ     | 2     | 0     | —                    | —                    | —                    | 14     | 0      |
| Всього за «Рому»      | Всього за «Рому»      | Всього за «Рому»      | 210       | 3         |        | 17    |       |                      | 4                    | 0                    | 231    | 4      |
| 1939-1940             | «Катанья»             | B                     | 15        | 0         | КІ     | 0     | 0     | —                    | —                    | —                    | 15     | 0      |
| Всього за кар'єру     | Всього за кар'єру     | Всього за кар'єру     | 379       | 6         |        | 20    | 2     |                      | 4                    | 0                    | 403    | 8      |

### Статистика виступів за збірну
| Дата       | Місто              | Господарі      | Результат  | Гості          | Турнір                             | Голи | Примітки        |
| ---------- | ------------------ | -------------- | ---------- | -------------- | ---------------------------------- | ---- | --------------- |
| 9-5-1926   | Мілан              | Італія         | 3 – 2      | Швейцарія      | товариський матч                   | -    |                 |
| 28-10-1926 | Прага              | Чехословаччина | 3 – 1      | Італія         | товариський матч                   | -    |                 |
| 1-1-1928   | Генуя              | Італія         | 3 – 2      | Швейцарія      | Кубок Центральної Європи 1927-1930 | -    |                 |
| 25-3-1928  | Рим                | Італія         | 4 – 3      | Угорщина       | Кубок Центральної Європи 1927-1930 | -    |                 |
| 9-2-1930   | Рим                | Італія         | 4 – 2      | Швейцарія      | товариський матч                   | -    |                 |
| 2-3-1930   | Франкфурт-на-Майні | Німеччини      | 0 – 2      | Італія         | товариський матч                   | -    |                 |
| 6-4-1930   | Амстердам          | Нідерланди     | 1 – 1      | Італія         | товариський матч                   | -    |                 |
| 11-5-1930  | Будапешт           | Угорщина       | 0 – 5      | Італія         | Кубок Центральної Європи 1927-1930 | -    |                 |
| 22-6-1930  | Болонья            | Італія         | 2 – 3      | Іспанія        | товариський матч                   | -    |                 |
| 25-1-1931  | Болонья            | Італія         | 5 – 0      | Франція        | товариський матч                   | -    |                 |
| 22-2-1931  | Мілан              | Італія         | 2 – 1      | Австрія        | Кубок Центральної Європи 1931-1932 | -    |                 |
| 29-3-1931  | Берн               | Швейцарія      | 1 – 1      | Італія         | Кубок Центральної Європи 1931-1932 | -    |                 |
| 12-4-1931  | Порту              | Португалія     | 0 – 2      | Італія         | товариський матч                   | -    |                 |
| 19-4-1931  | Більбао            | Іспанія        | 0 – 0      | Італія         | товариський матч                   | -    |                 |
| 20-5-1931  | Рим                | Італія         | 3 – 0      | Шотландія      | товариський матч                   | -    |                 |
| 15-11-1931 | Рим                | Італія         | 2 – 2      | Чехословаччина | Кубок Центральної Європи 1931-1932 | -    |                 |
| 13-12-1931 | Турин              | Італія         | 3 – 2      | Угорщина       | Кубок Центральної Європи 1931-1932 | -    |                 |
| 14-2-1932  | Неаполь            | Італія         | 3 – 0      | Швейцарія      | Кубок Центральної Європи 1931-1932 | -    |                 |
| 20-3-1932  | Відень             | Австрія        | 2 – 1      | Італія         | Кубок Центральної Європи 1931-1932 | -    |                 |
| 10-4-1932  | Париж              | Франція        | 1 – 2      | Італія         | товариський матч                   | -    |                 |
| 8-5-1932   | Будапешт           | Угорщина       | 1 – 1      | Італія         | Кубок Центральної Європи 1931-1932 | -    |                 |
| 28-10-1932 | Прага              | Чехословаччина | 2 – 1      | Італія         | Кубок Центральної Європи 1931-1932 | -    |                 |
| 1-6-1934   | Флоренція          | Італія         | 1 – 0      | Іспанія        | ЧС 1934 - 1/4                      | -    |                 |
| 3-6-1934   | Мілан              | Італія         | 1 – 0      | Австрія        | ЧС 1934 - 1/2                      | -    |                 |
| 10-6-1934  | Рим                | Італія         | 2 – 1 д.ч. | Чехословаччина | ЧС 1934 - Фінал                    | -    | Чемпіони світу  |
| 14-11-1934 | Лондон             | Англія         | 3 – 2      | Італія         | товариський матч                   | -    | Капітан команди |
| 9-12-1934  | Мілан              | Італія         | 4 – 2      | Угорщина       | товариський матч                   | -    | Капітан команди |
| 17-2-1935  | Рим                | Італія         | 2 – 1      | Франція        | товариський матч                   | -    | Капітан команди |
| Усього     |                    | Матчів         | 28         |                | Голів                              | 0    |                 |

### Статистика виступів у кубку Мітропи
| №                      | Розіграш               | Стадія                 | Дата та місце проведення | Команда 1              | Рахунок                                           | Команда 2      | Голи та інші дії |
| ---------------------- | ---------------------- | ---------------------- | ------------------------ | ---------------------- | ------------------------------------------------- | -------------- | ---------------- |
| 1                      | 1931                   | 1/4                    | 4.07.1936, Прага         | Славія (Прага)         | 1:1 [Архівовано 6 серпня 2020 у Wayback Machine.] | Рома           |                  |
| 2                      | 1931                   | 1/4                    | 12.07.1936, Рим          | Рома                   | 2:1 [Архівовано 27 січня 2020 у Wayback Machine.] | Славія (Прага) |                  |
| 3                      | 1931                   | 1/2                    | 20.09.1931, Рим          | Рома (Рим)             | 2:3 [Архівовано 14 січня 2021 у Wayback Machine.] | Ферст Вієнна   |                  |
| 4                      | 1931                   | 1/2                    | 24.09.1931, Відень       | Ферст Вієнна           | 3:1 [Архівовано 14 січня 2021 у Wayback Machine.] | Рома (Рим)     |                  |
| Всього в Кубку Мітропи | Всього в Кубку Мітропи | Всього в Кубку Мітропи | Всього в Кубку Мітропи   | Всього в Кубку Мітропи | 4                                                 |                | 0                |

## Титули і досягнення
- Чемпіон світу (1):

Італія: 1934
- Володар Кубка Центральної Європи (1):

Італія: 1927-1930
- Срібний призер Чемпіон Італії (1):

«Рома»: 1930-1931
- Бронзовий призер Чемпіон Італії (2):

«Рома»: 1928-1929, 1931-1932
- Володар Кубка КОНІ (1):

«Рома»: 1928
- Бронзовий олімпійський призер: 1928